# Historia de Trujillo (Perú)
La historia de Trujillo, la capital del departamento de La Libertad, en el Perú, empezó con su fundación por Diego de Almagro a finales de 1534, bajo el nombre de "Villa de Trujillo", siendo instituido su cabildo por Francisco Pizarro el 5 de marzo de 1535, constituyéndose administrativa y comercialmente en una de las principales ciudades del virreinato del Perú.
Por su papel en el proceso de independencia del país, el 29 de diciembre de 1820 el Congreso de la República le confirió el título de «Ciudad Benemérita y Fidelísima a la Patria» y a su municipalidad, entonces cabildo, el dictado de honorable. En 1824, por decreto de Bolívar, Trujillo fue capital provisional del Perú. En 1823, albergó un gobierno de facto de Riva Agüero, destituido antes de su traslado y sin reconocimiento oficial. Asimismo, es considerada cuna del Poder Judicial del Perú, en esta ciudad se fundó la primera corte de justicia del país.

## Fundación
A principios de diciembre de 1534, Diego de Almagro escogió el lugar, en el "valle del Chimo", para fundar la «Villa de Trujillo» en recuerdo de la tierra natal de Pizarro, ordenando realizar los preparativos para su fundación. El encargado de diagramar la traza urbana fue Martín de Estete (actualmente una de las calles del centro histórico de la ciudad lleva su nombre). El trazo fue hecho a cordel, las manzanas eran de trazo largo, llegando a medir un promedio de entre 130 a 150 metros por lado. En respeto de la usanza ibérica, estas se organizaron en una trama a damero teniendo como punto de partida la Plaza Mayor. El primer trazado urbano abarcó un área aproximada de 40 ha. Al año siguiente, el 5 de marzo de 1535, Francisco Pizarro consuma la fundación con la instalación del Cabildo, nombrando a sus autoridades. También se hizo la repartición de encomiendas.
Se nombró a Martín de Estete como “teniente gobernador” y como alcaldes ordinarios, a Rodrigo Lozano y Blas de Atienza, además nombró como regidores a Alonso de Alvarado, García de Contreras, Diego Verdejo, Pedro Mato y Pedro de Villafranca, quedando así instalado el primer cabildo de la ciudad.
El 23 de noviembre de 1537, el rey Carlos I de España le confirió mediante “Real cédula” el título de Ciudad y le otorgó su Escudo de Armas.

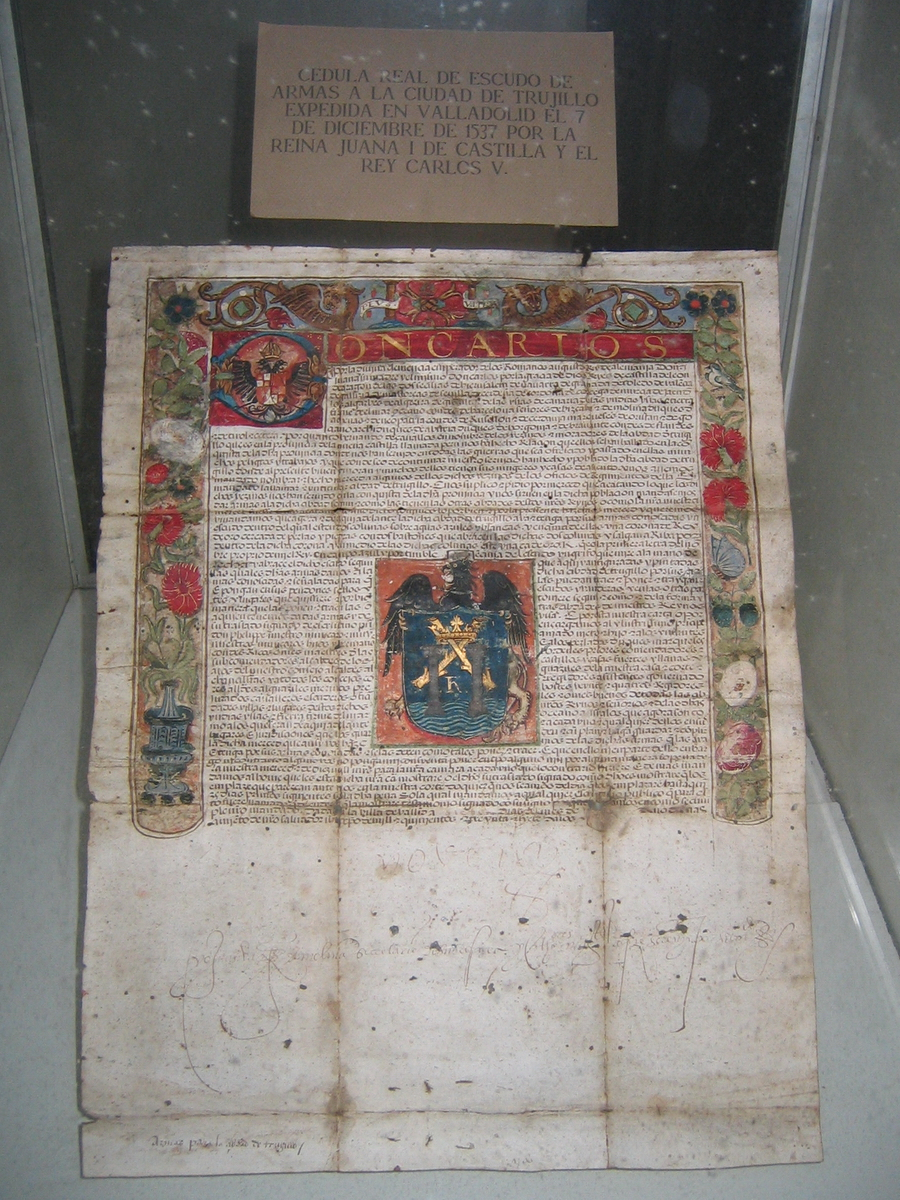
Real cédula de otorgamiento de Escudo de Armas, concedido por el Rey Carlos I de España

## Época virreinal
Trujillo se constituyó desde su fundación como la ciudad más importante del norte medio del virreinato y como punto intermedio entre la Ciudad de los Reyes, establecida como capital del virreinato, y la ciudad de San Miguel de Piura; además, su puerto natural, "Huanchaco", caleta de pescadores ubicada en el actual distrito del mismo nombre, fue el punto articulador con los emplazamientos españoles ubicados en Panamá.

### SigloXVI
Luego de recibir el rango de ciudad, fue designada capital de corregimiento, que constituyó uno de los primeros intentos de organización política virreinal. De esa forma asumió la condición de capital administrativa de la zona; en Trujillo se estableció la caja real, cuya competencia abarcaba las provincias de lo que actualmente son las regiones de Cajamarca, Ancash, Lambayeque, Amazonas y La Libertad. Ante la creación de las encomiendas, Trujillo se convirtió en el lugar de residencia de los encomenderos del norte del virreinato y contaba, ya hacia 1540, con un regimiento regular. Hacia 1544, Trujillo contaba con 300 casas y aproximadamente 1000 habitantes. La economía florecía a partir de actividades agropecuarias como el cultivo de la caña de azúcar, el trigo, los cultivos de pan llevar y la crianza de ganado.
A nivel religioso, desde la fundación de la ciudad, Trujillo acogió a diversas órdenes religiosas. En consecuencia, en el año 1577 se creó el Obispado de Trujillo mediante bula papal emitida por el papa Gregorio XIII. Luego de ello, durante todo lo que restaba del siglo XVI e incluso hasta inicios del siglo XVII, la construcción de templos tuvo un gran auge en la ciudad, los mismos que se mantienen hasta la actualidad. En 1616 se terminó la construcción de la catedral en la plaza mayor de la ciudad.

### SigloXVII
El 14 de febrero de 1619 a las 11.30, Trujillo enfrentó un terremoto que ocasionó la muerte de 400 personas y la destrucción de la ciudad. En el mar, olas gigantes dañaron todas las embarcaciones existentes. Esta experiencia dio lugar a una singular devoción por San Valentín, quien el 12 de febrero de 1627 fue declarado patrono de Trujillo por el cabildo de la ciudad y en cuyo día santoral ocurrió el sismo. Ante esto, inició un movimiento que buscó el traslado de la ciudad hacia el oeste. Este movimiento encontró resistencia en los miembros del clero, quienes se negaron a dejar sus templos.
Luego de ello se inició un largo proceso de reconstrucción, hasta 1639 el Cabildo pidió rebajar las contribuciones, merced a la tragedia de 1619; la arquitectura también sufrió importantes cambios, dejándose de lado el estilo gótico isabelino de los primeros años, dando lugar que las iglesias nuevas fueran hechas a tres naves.
En 1625 fue creado el Seminario de San Carlos y San Marcelo y se estableció en la ciudad la Compañía de Jesús. En 1680 se fundó el Convento y Hospital de los Bethlemitas. La perspectiva urbana se completó con la construcción de la muralla te Trujillo que permaneció en pie por cerca de dos siglos.
Hacia fines del siglo XVII, se presentaron grandes sequías y plagas que minaron la rica agricultura de la zona, causando una gran crisis económica en la ciudad, cuyo principal soporte económico era la producción de alimentos para el virreinato.

#### La muralla de Trujillo

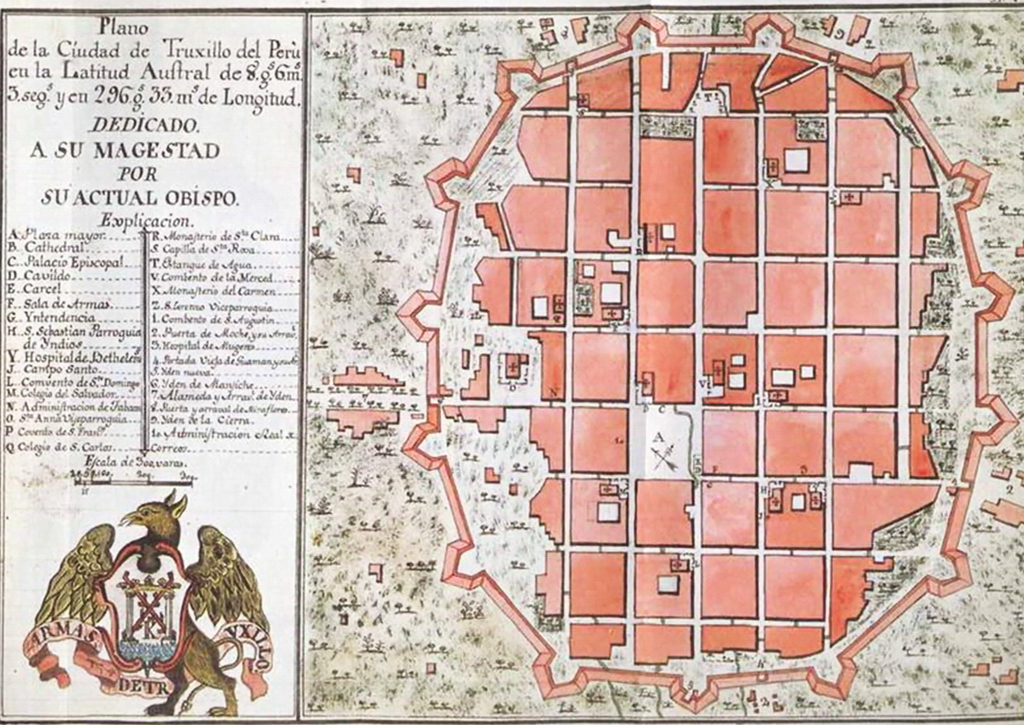
Plano de la ciudad de Trujillo en 1786 realizado por el Obispo Baltasar Jaime Martínez Compañón, muestra la ciudad amurallada. Se observa en el plano los 15 baluartes de la Muralla de Trujillo

Debido a la cercanía de la ciudad con el mar (4 km) y el peligro de ataque por piratas y corsarios, se edificó durante el gobierno del virrey Melchor de Navarra y Rocafull bajo la alcaldía de Bartolomé Martínez de Jarabeitia y Fernando Ramírez de Orellana, la muralla de la ciudad. Esta fue levantada por el arquitecto italiano Joseph Formento, quien inició su construcción el 5 de abril de 1687. Formento tomó como base el diseño realizado por Leonardo Da Vinci para la ciudad italiana de Florencia. La muralla fue concebida de forma elíptica para ahorrar costos en su construcción, la que se culminó en 1689. La muralla alcanzaba un perímetro de 5,5 km e involucró el uso de más de 100.000 adobes. La estructura defensiva estaba compuesta por 15 baluartes, 15 cortinas y 5 portadas.
La portada de Huamán se orientaba hacia el oeste al camino que conducía al pueblo del mismo nombre. La portada de Mansiche ubicada hacia el norte, daba paso al camino real. La portada de Miraflores daba hacia el este. La portada de la Sierra, llamada así por el camino que conducía a esta región. Finalmente la portada de Moche daba acceso para las personas que venían desde el sur. En el año 1942, siguiendo las huellas de la antigua muralla, a través de un plano regulador, se construyó la avenida España que hoy rodea la zona denominada Centro histórico de Trujillo.

### SigloXVIII

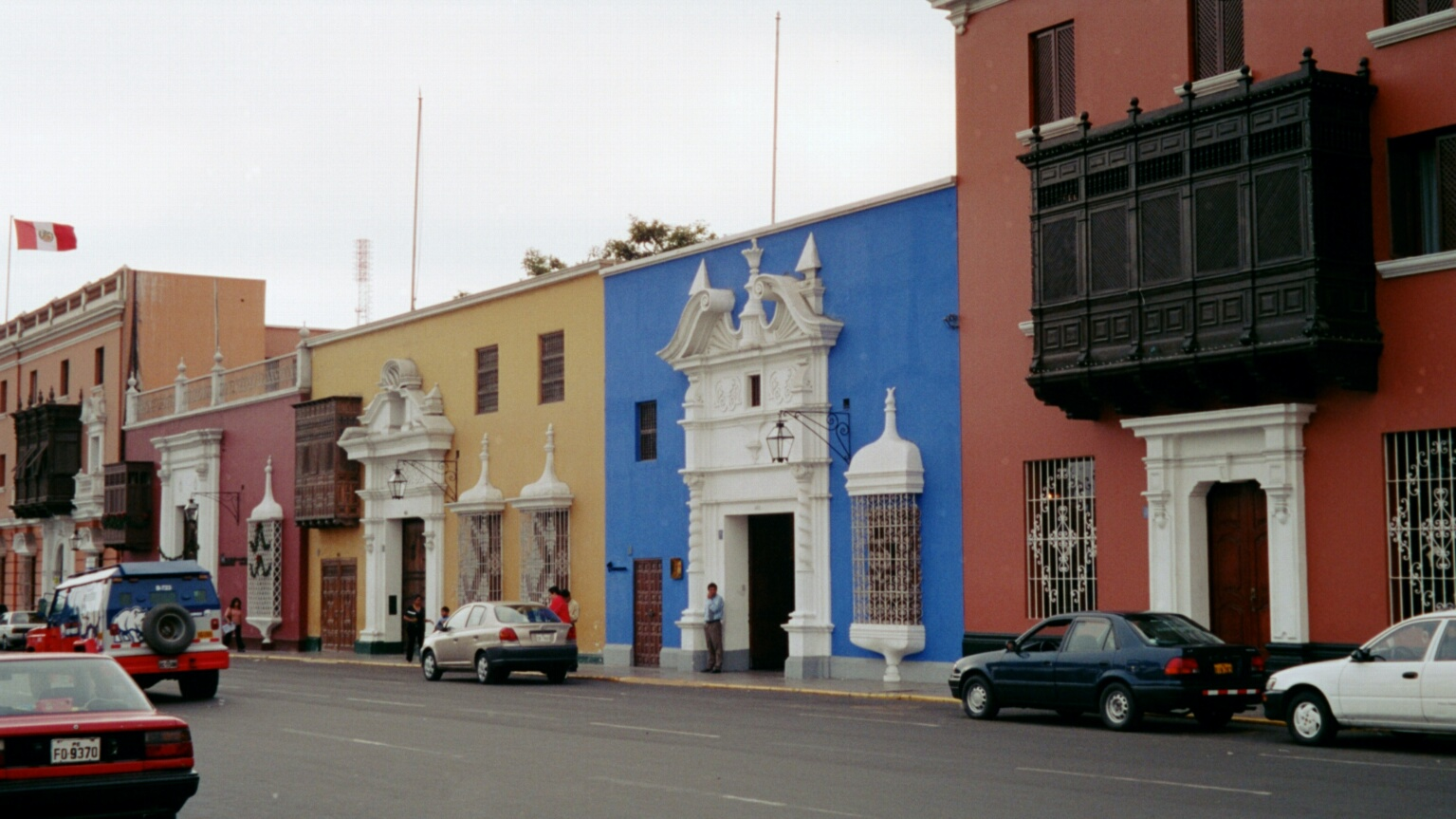
Arquitectura del y en la Plaza Mayor de Trujillo.

A partir de la segunda década del siglo XVIII, Trujillo adquirió mayor importancia en el ámbito regional debido a la inundación ocurrida en 1720 que causó la desaparición de la ciudad de Saña, ubicada en el actual departamento de Lambayeque y que había ganado importancia debido a los problemas que enfrentó Trujillo durante el siglo anterior.
Hacia 1760 se calculó que en Trujillo vivían cerca de 9.200 personas, casi tres veces de la población que la ciudad registró en 1604. Durante ese siglo, Trujillo también enfrentó sismos como los de 1725 y 1759 e inundaciones como en 1701, 1728, 1720 y 1814.
En 1784 se crea la Intendencia de Trujillo manteniendo la misma zona de influencia que el inicial corregimiento de Trujillo y contó además con la franquicia del cercano puerto de Huanchaco; en 1779, se amplió el territorio de la intendencia que llegó a tener nueve partidos que fueron Trujillo, Lambayeque, Piura, Cajamarca, Huamachuco, Chota, Moyobamba, Chachapoyas, Jaén y Maynas, es decir casi todo el norte del Perú actual; su primer intendente fue Fernando Saavedra.

## Época de la independencia

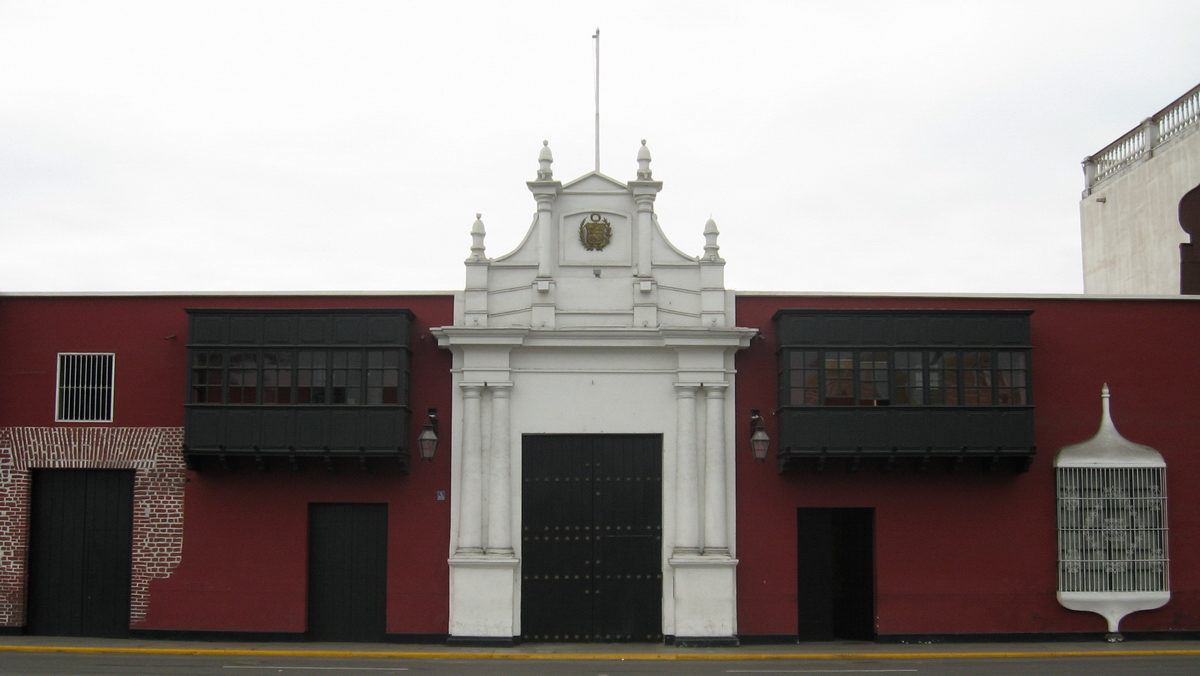
Casa "Muñoz y Cañete", actual sede de la prefectura de la ciudad; en esta casa Micaela Cañete de Merino, bordó la primera bandera del Perú republicano.

Las ideas libertadoras y de la independencia del Perú tuvieron en la ciudad de Trujillo uno de sus principales focos de gestación. El Seminario de San Carlos y San Marcelo fue cantera de pensadores y líderes liberales, donde estudiaron los próceres Luis José de Orbegoso y Moncada, José Faustino Sánchez Carrión, Toribio Rodríguez de Mendoza, entre otros.
Si bien la discusión sobre la independencia del Perú se daba en la ciudad de Lima debido a las influencias políticas que en ella habitaban, la discusión en Trujillo tuvo manifestaciones más evidentes. Así, luego de la elección de los representantes peruanos para las Cortes de Cádiz en 1812, las principales personalidades de Trujillo tuvieron una marcada tendencia independentista.

### Independencia de Trujillo
Luego del desembarco del general José de San Martín en Paracas en septiembre de 1820, el intendente de la ciudad José Bernardo de Tagle, quien había llegado a la ciudad ese mismo año, recibió una carta de San Martín fechada el 20 de noviembre de 1820, invitándolo a unirse a la causa emancipadora. 
Trujillo fue la primera ciudad del Perú en completar el proceso de independencia de España, cumpliendo con los actos necesarios para tal fin que tuvieron lugar entre el 24 de diciembre de 1820 y el 6 de enero de 1821.
El 24 de diciembre de 1820, mediante cabildo abierto, por unanimidad la población de la ciudad tomó el acuerdo de proclamar la independencia en los días siguientes; para esto se confeccionó la bandera del Perú que fue velada con guardia de honor la noche del 28 de diciembre de 1820.
El 29 de diciembre de 1820, en la sede del cabildo, que entonces era presidido por José Cabero y Muñoz, se firmó el acta de independencia de Trujillo, posteriormente, ante un cabildo abierto reunido en la Plaza de Armas de la ciudad don José Bernardo de Tagle pronunciando estas palabras: 

Pueblo mío. Acabamos de proclamar y jurar la independencia de Trujillo. Desde este momento y por la voluntad unánime del pueblo, Trujillo es libre... Pongo nuestro destino y el del pueblo bajo la protección del cielo. ¡Viva la patria ¡Viva la independencia!

Proclamó la independencia de Trujillo, procediendo a arriar la bandera española e izar por primera vez, la bandera del Perú.
Después de la ceremonia, Torre Tagle envió emisarios a todos los partidos de la intendencia con instrucciones de hacer lo mismo. Lambayeque declaró oficialmente su independencia el 31 de diciembre y el 14 de enero; Piura, el 4 enero; Cajamarca, el 6; Hualgayoc, el 8; y Chota, el día 9, etc. El 6 de enero de 1821 el cabildo de la ciudad procedió a jurar la independencia y a suscribir el “Acta de Juramento” que se conserva en el archivo regional de La Libertad, el cual reza así:

«[…] prometían y juraban con él [Torre Tagle], a Dios Nuestro Señor, y ante la señal de la cruz, defender la independencia del Perú, la Religión Católica, Apostólica y Romana; (la pureza de María Santísima Sra. Nra. en primer instante de su inmaculada concepción y la Patria) hasta derramar la última gota de sangre; contestaron todos unánimente que si juraban; su Señoría les volvió a decir que si así lo hiciesen Dios Ntro. Señor les ayudase; y si al contrario se lo demandase (en su Sto. Tribunal) a lo que contestaron amén».

El 6 de enero de 1821 el cabildo de la ciudad procedió a jurar la independencia y a suscribir el “Acta de Juramento” que se conserva en el archivo regional de La Libertad.
Como un homenaje a la ciudad y a su participación en el proceso de independencia peruana, el médico y poeta peruano José Manuel Valdez, en 1822, escribió:
De igual manera, debido al papel preponderante que Trujillo tuvo una vez iniciada la guerra por la independencia, tanto a nivel económico como político, el mismo José de San Martín afirmaría: 

"...Si no se levanta Trujillo, hubiera tenido que reembarcarme para Chile sin saber cuales habrían sido las consecuencias para los patriotas y la independencia del Perú..."
En: Nicolás Rebaza Cueto, “Anales del Departamento de La Libertad en la Guerra de la Independencia”

.

## Época republicana

### Inicios de la República

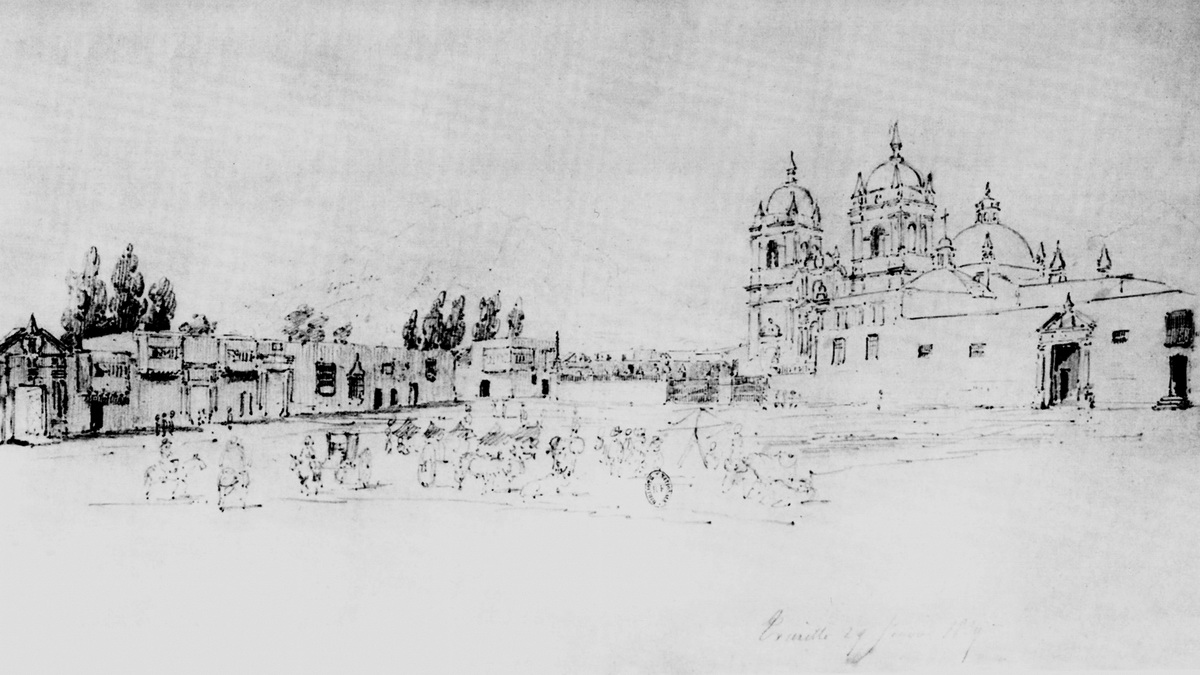
Plaza de armas de Trujillo (Perú) en 1839, dibujo de "Léonce Angrand".

El Reglamento Provisional dado por San Martín en 1821 creó el Departamento de Trujillo, sobre la base de la intendencia virreinal, demarcación que fue reafirmada por la primera "Constitución Política de Perú" de 1823. Por su envergadura y su riqueza económica, el Departamento de Trujillo fue, entre 1821 y 1825 el único territorio estable y productivamente ordenado con que podía contar la naciente república. Trujillo era una urbe próspera y segura, la misma que por sus esfuerzos a favor de la guerra emancipadora, el 31 de enero de 1822 recibió por decreto del entonces Protector San Martín el título de «Ciudad Benemérita y Fidelísima a la Patria», y su municipalidad, entonces llamada Cabildo, el dictado de honorable.
En 1823, luego de la creación de la República de Perú, culminado el protectorado de José de San Martín, y ante el contraataque de las tropas realistas que tomaron la ciudad de Lima, durante el gobierno del primer presidente del Perú José de la Riva Agüero el Congreso, reunido en el Callao, por decreto del 21 de junio de ese año, dispuso que se trasladara a Trujillo la sede del gobierno. Días después, el congreso exoneró a Riva Agüero del cargo de presidente de la república, por decreto del 23 de junio del mismo año.
Enterado de estos hechos, Riva Agüero se embarcó rumbo a Trujillo con sus ministros y parte de los diputados; una vez allí, el 26 de junio, estableció su sede de gobierno de facto, disolvió el congreso y creó un senado de 10 miembros, que es conocido como el Senado de los Diez. En esta ciudad, Riva Agüero gobernó de facto hasta el 6 de agosto de 1823.
En 1824, la ciudad recibió al ejército libertador de Simón Bolívar, quien asumió el gobierno del país y fijó en Trujillo la sede del gobierno, las cuentas nacionales, de la gaceta oficial y del estado mayor, el 8 de marzo de 1824. Posteriormente, por decreto del 26 de marzo de 1824, Trujillo fue designada como capital de la república, mientras Lima fuera liberada.
La “Cámara de Apelaciones”, creada por decreto del 12 de febrero de 1821 de José de San Martín, con una jurisdicción que alcanzó los territorios de los actuales departamentos de Cajamarca, Piura, Lambayeque, Amazonas, entonces conocido como Chachapoyas y de Huamachuco, que era como entonces se conocía a la actual provincia de Sánchez Carrión, con sede en la ciudad de Trujillo, creada para reemplazar a la Real Audiencia el 26 de marzo de 1824. En ese año se estableció en Trujillo la primera Corte Superior de Justicia que tuvo la República del Perú, como máximo tribunal de justicia, con atribuciones de Corte Suprema, bajo la denominación de Corte Superior del Norte.
Su instalación tuvo lugar el 30 de abril de 1824 e inició sus funciones el 4 de mayo de 1824, siendo presidida por Manuel Lorenzo de Vidaurre y Encalada y cuya jurisdicción se extendió a las actuales regiones de Piura, Lambayeque, Chachapoyas y de la actual provincia de Pataz y se expandió progresivamente a medida que los pueblos se independizaban del sistema político español.
En honor a su contribución por el sostenimiento de la causa patriota, por ley del 9 de marzo de 1825, se dispuso denominar "Departamento de La Libertad" a la antigua intendencia y hasta entonces Departamento de Trujillo; a la vez, nombró a su ciudad capital "Ciudad Bolívar", pero fue por ley del 21 de julio de 1827 que se le devolvió a la ciudad el nombre de Trujillo, aunque el departamento se llamó desde entonces "Libertad", incluso la región actual mantiene el mismo nombre.

### SigloXIX
Durante los años que siguieron al proceso de independencia y nacimiento de la República, Trujillo se mantuvo alejada de las constantes guerras caudillistas que tenían lugar en Lima. Tal situación causó que la economía de la ciudad y del departamento se vieran fortalecidas, en compensación con el decaimiento de su importancia política. Los valles de Moche y Chicama emergieron como nuevos enclaves económicos vinculados a la modernización de la industria azucarera. El proceso de concentración de tierras y conformación de latifundios creó la nueva aristocracia agrícola vinculada al poder político nacional. De otro lado, la libertad de comercio y apertura a inversiones de capitales extranjeros, permitió la llegada a Trujillo de familias europeas, principalmente de Inglaterra y Alemania.
Por entonces, Trujillo albergaba 15.000 habitantes y empezó a extenderse más allá de los muros de la ciudad. En los años 1840, la arquitectura de la ciudad tuvo un cambio, optándose por el estilo neoclásico europeo y, hacia fines del siglo XIX, fue influida por el romanticismo francés e inglés; los que se manifestaron en la construcción de nuevas casas republicanas y en la reconstrucción de antiguos solares.
El 23 de agosto de 1854 el obispo de Trujillo Agustín Guillermo Charún fundó el Colegio Nacional de San Juan, actualmente el más tradicional de la ciudad; posteriormente fueron creados otros colegios secundarios como el Colegio "Hermanos Blanco", también conocido como "Belén", el Colegio Modelo, el Colegio Santa Rosa, el Centro Educativo Estatal de Varones N.º 241 llamado "Centro Viejo". Asimismo se construye el nuevo Cementerio General de Miraflores. En 1870 se creó el Puerto de Salaverry en el distrito del mismo nombre y se inició la construcción del ferrocarril al valle de Chicama.
Entre 1879 y 1883 tuvo lugar la guerra con Chile. Si bien no fue escenario de la batalla, Trujillo aportó tropas para la defensa nacional. La ciudad padeció la ocupación por las tropas chilenas. Durante este lapso, el desarrollo de la ciudad y su economía se estancaron. Las crónicas de la época hacen referencia de saqueos y destrucciones de las industrias azucareras de la zona por parte de tropas chilenas comandadas por el chileno Patricio Lynch.
Para finales del siglo XIX, ya habían desaparecido las cinco portadas de la ciudad así fue que durante esta época, la muralla fue destruida y se permitió el crecimiento de la ciudad, esta expansión urbana permitió el establecimiento de los barrios Chicago, la Unión y Pedro Muñiz.

### SigloXX
Iniciado el siglo XX , durante la gestión de Víctor Larco Herrera como alcalde la ciudad se iniciaron obras de modernización como la construcción del Palacio Municipal, el arreglo y embellecimiento de la Plaza de Armas así como del atrio de la Catedral. Asimismo, se construyó la doble pista hacia el balneario de Buenos Aires, actual avenida Larco, que amplió la perspectiva urbanística de la ciudad. Otra obra fue la remodelación del Teatro Municipal.
Dentro de estas obras, el prefecto Temístocles Molina convocó a un concurso internacional para la construcción del Monumento a la Libertad, decidiéndose construir, el modelo del escultor alemán Edmund Möeller. Este monumento se emplazó en el centro de la Plaza de Armas y reemplazó la pileta de mármol que existía anteriormente y que se encuentra en la actualidad en la plazuela "El Recreo", en el centro histórico de la ciudad. Esta obra representa el proceso de independencia y actualmente el monumento es una característica muy notable de la ciudad.
En los años 1930, con motivo del cuarto centenario de la ciudad se impulsaron distintas obras públicas principalmente de saneamiento y pavimentación de calles y avenidas. Asimismo se dio inicio a la construcción de viviendas y zonas residenciales ubicadas en las afueras del centro histórico.
El mes de julio de 1932 tuvo lugar la revolución de Trujillo de 1932, uno de los más trascendentales episodios de la historia republicana de Perú, que costó la vida de muchos ciudadanos por lo que se conoce a este año como el “año de la barbarie”; pero que también marcaría la identidad política de la ciudad durante la segunda mitad del siglo XX.
A partir de los años 1950 se dejó de lado el movimiento restaurador y monumental de la ciudad y se inició un movimiento de urbanización de la misma, así como un crecimiento acelerado de su población. Trujillo también sufrió el fenómeno de la migración: la población de las provincias del departamento y de otros departamentos empezó a establecerse en la ciudad, lo que ocasionó el ahondamiento de un centralismo regional.

## Época contemporánea

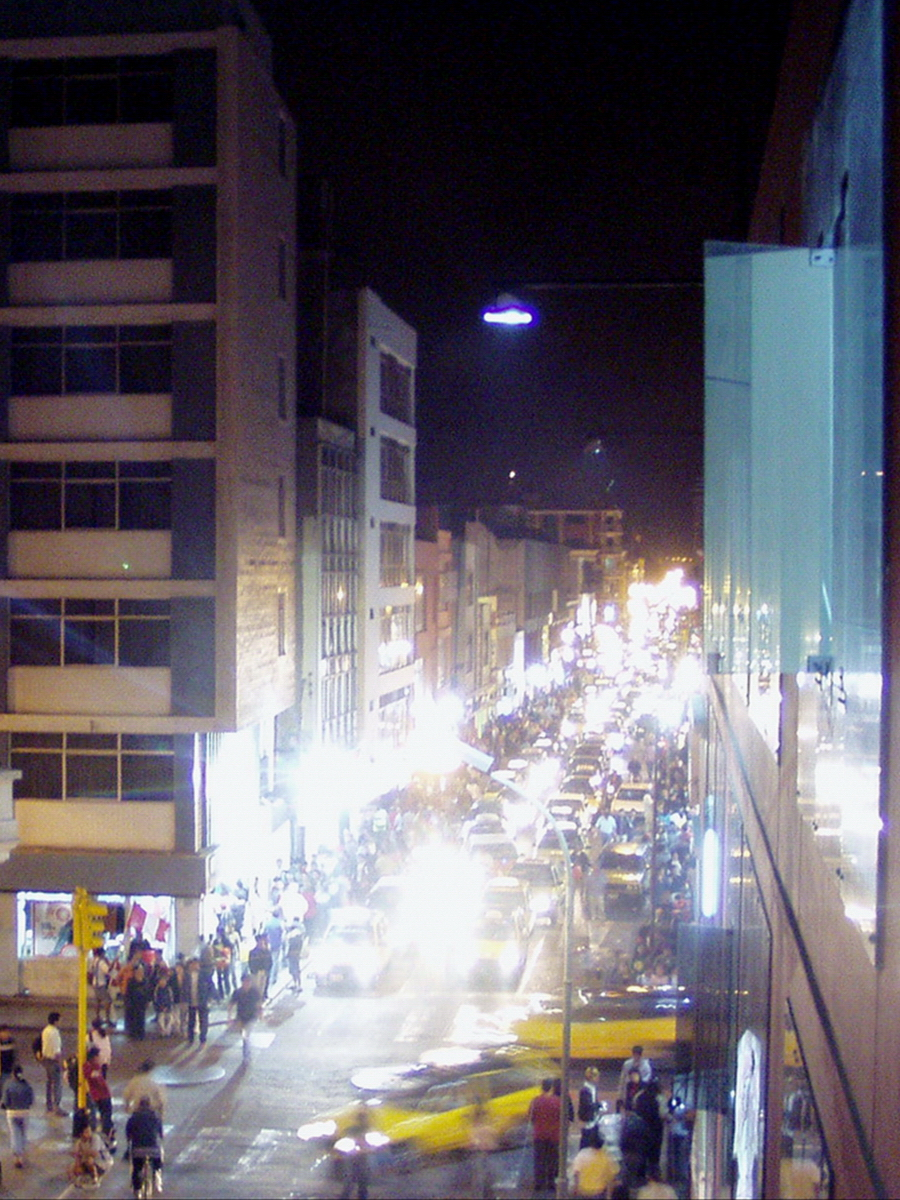
Vista nocturna del Jirón Gamarra, de gran actividad comercial en el centro histórico de Trujillo

Ya entrados los años 1960, se establecieron las barriadas, entonces llamadas "pueblos jóvenes" como El Porvenir (actual distrito de El Porvenir, La Esperanza (actual distrito de La Esperanza) y Florencia de Mora (actual distrito de Florencia de Mora) ubicados al noreste de la ciudad, que conformaron entonces la zona de influencia inmediata de la ciudad. El centro histórico de Trujillo sufrió asimismo un proceso de crecimiento acelerado de población. Por otro lado, también surgieron nuevas urbanizaciones residenciales fuera del perímetro del centro histórico como: Santa María, California, San Fernando, Santa Edelmira, Santa Inés, Palermo, Primavera, Las Quintanas, San Andrés, La Merced, El Golf, Palmeras del Golf, entre otras. Algunas de estas, se ubicaron al lado suroeste de la ciudad cerca al mar.
Con la incursión del Gobierno Revolucionario de las Fuerzas Armadas en 1968 se produjeron cambios como la reforma agraria que generó graves estragos en la producción y economía de la región. Esta situación se vio agravada por la sequía que duró cerca de cuatro años y posteriormente el terremoto de 1970 que azotó la región norte de Perú. Estos hechos aceleraron la migración de poblaciones rurales y de otros centros poblados de la región, agudizando el crecimiento demográfico de Trujillo que para 1972 contaba ya con 279,481 habitantes.
A partir de los años 1980 Trujillo adquirió la dimensión y el comportamiento de un área metropolitana particularmente dinámica; para entonces el crecimiento de la ciudad y los distritos adyacentes, otrora "pueblos Jóvenes", habían producido la conurbación de estos. Así, para la década de los años 1980 la naciente área metropolitana de Trujillo estaba constituida por el área urbana integrada de los distritos de Trujillo, El Porvenir y Florencia de Mora, quedando como zona integrada discontinua los distritos de "Víctor Larco Herrera" y "La Esperanza", para 1981 la ciudad contaba ya con 403,337 habitantes. También a partir de los años 1980 se impulsaron proyectos como el Parque Industrial de Trujillo, ubicado en la parte norte de la ciudad, en el actual distrito de La Esperanza.
Con la llegada de los años 1990, se integraron al continuo urbano de Trujillo los distritos de La Esperanza y Víctor Larco Herrera, y el crecimiento horizontal de la ciudad originó que los distritos de Moche, Huanchaco, Laredo y Salaverry pasaran a formar parte del área integrada discontinua de la ciudad. Fue hacia la primera mitad de la década de los años 1990, con el surgimiento del centro poblado "El Milagro", en el distrito de Huanchaco, pero urbanamente unido al distrito de La Esperanza, y el aumento de la interdependencia con los distritos de Moche y Laredo, que Trujillo se cimentó como la nueva metrópoli de Perú; contando para entonces con una población de 589.314 habitantes.

### SigloXXI
Con la experiencia de las dos últimas décadas del siglo XX en que la ciudad experimentó un crecimiento muy notorio y a la vez desordenado en algunos sectores, crecimiento mayormente horizontal, aumentando los costos en la prestación de servicios básicos para la población, la Municipalidad Provincial de Trujillo creó el Plan de Desarrollo Metropolitano de Trujillo - 2010, conocido como "PLANDEMETRU", aprobado mediante Ordenanza Municipal N.º 05-95-MPT el 30 de noviembre de 1995; a través del cual se ha planificado el crecimiento y desarrollo de la ciudad al año 2010; actualmente los lineamientos de desarrollo de la metrópoli se rigen por el "Plan Estratégico de Desarrollo Integral y Sostenible de Trujillo" que contiene los lineamientos de generales para el desarrollo de la ciudad hacia el año 2015.

### Ciudad sostenible

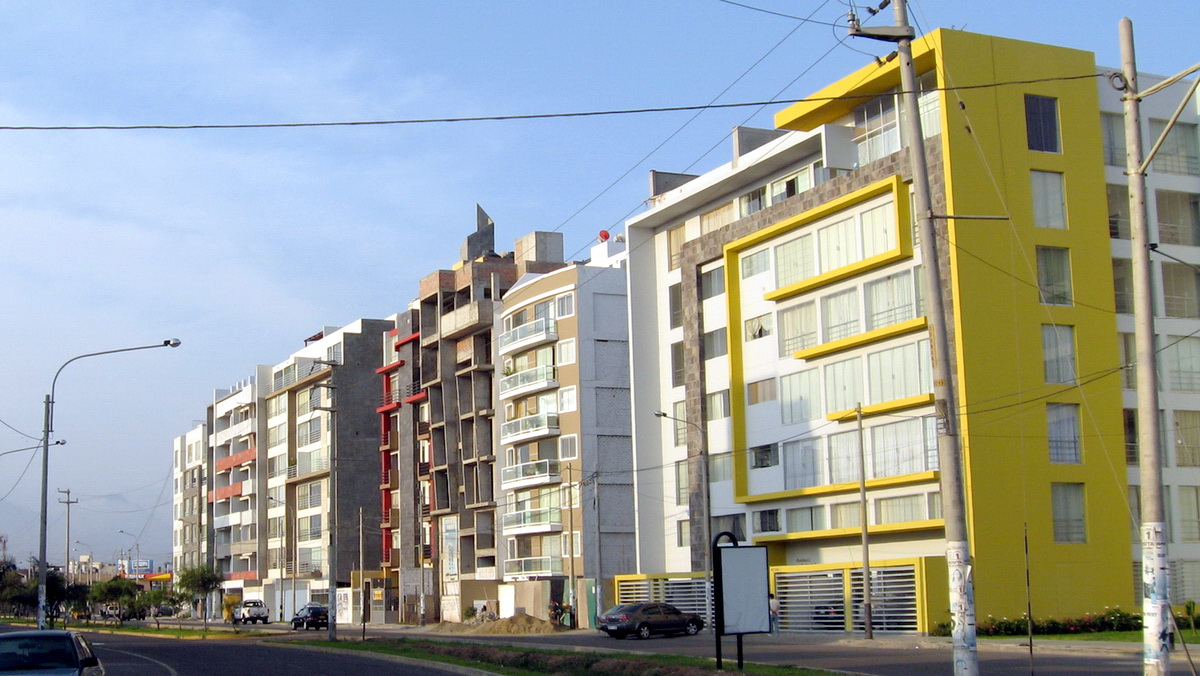
Densificación de la ciudad: Edificios multifamiliares en el distrito de "Victor Larco Herrera"

En noviembre del año 2010, Trujillo fue la primera ciudad de América Latina y el Caribe en ser elegida por el Banco Interamericano de Desarrollo (BID) para desarrollar el proyecto piloto Trujillo: Ciudad Sostenible dentro de la plataforma "Ciudades Emergentes y Sostenibles del Banco Interamericano de Desarrollo". Este proyecto incluye en su plan de acción el cambio climático, para lo cual se realizará el inventario de emisiones que aporta Trujillo, revisar la cartera de proyectos de inversión e introducir en ellos la variable de cambio climático. Según Fidel Jaramillo, representante del Banco Interamericano de Desarrollo, el BID escogió a esta ciudad como el primer piloto en América Latina para desarrollar una iniciativa inédita. El plan concebirá a Trujillo desde otras perspectivas como la sostenibilidad fiscal y financiera,  que es básica, pero también desde la sostenibilidad ambiental y de la calidad de vida. Actualmente el BID está desarrollando los proyectos pertinentes en coordinación con la Municipalidad provincial de Trujillo."